# Corb marí de Tasmània
El corb marí de Tasmània (Phalacrocorax fuscescens) és un ocell marí de la família dels falacrocoràcids (Phalacrocoracidae) que habita illes, badies i promontoris rocosos del sud d'Austràlia, Tasmània i la major part de les illes de l'Estret de Bass.